# Port Washington (Ohio)
Port Washington – wieś w Stanach Zjednoczonych, w stanie Ohio, w hrabstwie Tuscarawas.